# 紫金陈
紫金陈（1986年—），本名陈徐，男，浙江象山人，中国推理小说作家，浙江大学水利工程专业毕业。代表作有《无证之罪》、《坏小孩》、《长夜难明》。

## 生平
紫金陈生于浙江省象山县石浦镇，本名陈徐，以父母的姓氏陈、徐为名。他的父亲在1990年代开了一家水产厂，占地约五到六亩，年收入超过一百万人民币，成为当地的富人。陈徐9岁时，父亲离婚另娶，购买了别墅和高级轿车，后来与新妻子生了一个女儿。父母离婚后，陈徐与母亲生活。母亲原在百货公司上班，下岗后到景区做售票员，工资很低。父亲后来的妻子不让陈徐同父亲联系。他和父亲通常一年只见两面。每逢寒暑假，父亲瞒着妻子，和陈徐在爷爷奶奶家相见，给他带来两三千元人民币。报道称，他在石浦镇读初中时，成绩长期排名全班第一；但是，读初中期间，他常常被小混混欺负，被同学取外号、诬陷。初中毕业后，他考上了象山二中。他后来回忆称，幼年的经历养成了敏感、自卑的性格。这段经历也成为了他写作《坏小孩》的素材。
2004年，他考入浙江大学水利工程专业。大学期间，他与父亲的关系渐渐缓和。父亲每个月给他两三千元生活费，两人几周电话联系一次。进入大学后，他开始写小说。《爱不明白》发表在网上之后引发出版商的关注，大众文艺出版社在2005年出版了此书，当时他用的笔名是“陈陈”。接触炒股之后，他在大三时开始创作《少年股神》，首先在网上发表，2007年由当代中国出版社出版。创作这本书时，他用的笔名是“紫金陈”，因为他生活在浙江大学紫金港校区，笔名的意思是紫金港校区的陈同学。《少年股神》发表后，几家报刊邀请他写股评。他还创作了以紫金港校区为背景的《浙大夜惊魂》。
大学毕业后，他在杭州的同花顺公司做产品经理，月薪约3500元人民币。他在杭州买了一套120平方米的房子，父亲为他提供了10万元的首付款。上班两年后，他觉得这份工作前途黯淡，选择离职。他卖掉了杭州的房子，获利约30万元人民币，同妻子搬到杭州城郊老余杭附近生活。他回忆称，那段时间生活困窘，缺乏安全感。父亲建议他回到老家考公务员，进象山县水利局上班。回乡备考一年多之后，他反悔了，觉得在县里做公务员没什么前景。他回到杭州求职，但是却找不到合适的工作。他回忆称，也试过小成本创业，效果不好。
受东野圭吾《嫌疑人X的献身》影响，他在2012年4月开始尝试写推理小说。他创作的第一部推理小说是《谋杀官员》，2012年在天涯论坛连载。2013年，浦睿文化的编辑在网上读到他的小说后，同他签约。然而，这一年他收入贫乏，过年前找出版商预支了两万元人民币的版税。2014年，他的小说《无证之罪》出版，影视改编权也在同年售出，他的创作之路步入正轨。他在2017年携妻女回到宁波定居，注册了宁波不多文化有限公司，从事创作。由他的小说改编的网剧《无证之罪》、《隐秘的角落》（原著为《坏小孩》）受到好评，《沉默的真相》（原著为《長夜難明》）播出時亦然，同年连续两部大热剧，除了让紫金陈收获更高的人气外，也让他的创作自由度更高了。紫金陳表示：“比如说我想做一些比较大胆的尝试，做一些新题材的话，平台会给我更大的自由度，他们会想跟我试一把看看。”

## 小说作品
| 作品類型         | 出版年份 | 連載書名                          | 出版書名                           |
| 長篇幽默愛情小説 | 2005年   | 《爱不明白》                      | 《爱不明白》                       |
| 長篇小説         | 2007年   | 《少年股神》                      | 《少年股神》                       |
| 長篇小説         | 2009年   | 《资本对决》                      | 《资本对决》                       |
| 恐怖小説         | 2011年   | 《浙大夜惊魂》                    | 《禁忌之地》                       |
| 長篇推理小説     | 2012年   | 《谋杀官员3：物理教师的时空诡计》 | 《高智商犯罪：物理教师的时空诡计》 |
| 長篇推理小説     | 2013年   | 《谋杀官员4：代上帝之手》         | 《高智商犯罪之死神代言人》         |
| 長篇推理小説     | 2014年   | 《謀殺官員1：邏輯王子的演繹》     | 《设局》                           |
| 長篇推理小説     | 2014年   | 《谋杀官员2：化工女王的逆袭》     | 《谋杀官员2：化工女王的逆袭》      |
| 長篇推理小説     | 2014年   | 《无证之罪》                      |                                    |
| 長篇推理小説     | 2014年   | 《坏小孩》                        |                                    |
| 長篇推理小説     | 2017年   | 《长夜难明》                      | 《长夜难明》                       |
| 長篇推理小説     | 2018年   | 《追踪师》                        | 《追踪师》                         |
| 長篇小説         | 2020年   | 《低智商犯罪》                    | 《低智商犯罪》                     |

## 影視化作品
| 類型     | 播出年份 | 影視作品       | 原作         | 劇集主演             | 擔任角色       | 備註                   |
| 電影     | 2016年   | 無罪日         |              | 孫昊、何歡           | 導演、編劇     | 又名：骇故事之无罪日   |
| 電視劇   | 2017年   | 无证之罪       | 《无证之罪》 | 秦昊、邓家佳、代旭   | 原創編劇       |                        |
| 電視劇   | 2020年   | 隐秘的角落     | 《坏小孩》   | 秦昊、王景春、张颂文 | 原創編劇       |                        |
| 電視劇   | 2020年   | 沉默的真相     | 《长夜难明》 | 廖凡、白宇           | 原創編劇       |                        |
| 電影     | 2021年   | 记忆囚笼       | －           | 劉珂君、王紫逸       | 獨立編劇       |                        |
| 電影     | 2024年   | 黃金少年(日本) | 《坏小孩》   | 岡田將生、羽村仁成   |                |                        |
| 電視短劇 | 2025年   | 朝陽初升       |              | 景研竣               | 總編劇、监制， | 《坏小孩》的衍生微短剧 |
| 電視劇   | 待上映   | 低智商犯罪     | 《设局》     | 王骁、田曦薇         |                |                        |

## 獲獎紀錄
- 2012年，憑藉《浙大夜驚魂》，獲得天涯文學2012年度“十佳作者”、“十佳作品”。
- 2020年，憑藉《壞小孩》、《長夜難明》，獲得第四屆“於梨華青年文學獎”。
- 2020年，獲得橙瓜見證·網絡文學20年十大懸疑作家。
- 2021年，獲得第四屆茅盾新人獎·網絡文學獎。

## 轶事
紫金陈曾在宁波鄞州仁医堂中医医院为治疗腰肌劳损，花4500元注射了一剂名为“小分子祛炎针”的xxxx“中药注射液”，结果病情不仅不见好转，反而愈加严重。之后紫金陈还上了中国浙江电视台的节目《1818黄金眼》进行曝光维权。

## 外部鏈接
- 紫金陈的新浪微博
- 紫金陳在豆瓣上的资料（简体中文）